# Miejski Klub Sportowy Ślepsk Suwałki 2021-2022
Questa voce raccoglie le informazioni riguardanti il Miejski Klub Sportowy Ślepsk Suwałki nelle competizioni ufficiali della stagione 2021-2022.

## Organigramma societario
Area direttiva
- Presidente: Wojciech Winnik
- Segreteria generale: Małgorzata Patkowska

Area tecnica
- Allenatore: Andrzej Kowal (fino a gennaio 2022), Dominik Kwapisiewicz (da gennaio 2022)
- Allenatore in seconda: Mateusz Kuśmierz
- Assistente allenatore: Kamil Skrzypkowski

Area comunicazione
- Addetto stampa: Daniel Bobrowski

## Rosa
| N° | Nome                 | Ruolo | Data di nascita   | Nazionalità sportiva |
| -- | -------------------- | ----- | ----------------- | -------------------- |
| 3  | Mateusz Laskowski    | S     | 9 settembre 1998  | Polonia              |
| 6  | Piotr Łukasik        | S     | 27 luglio 1994    | Polonia              |
| 7  | Łukasz Makowski      | P     | 21 febbraio 1989  | Polonia              |
| 8  | Kevin Klinkenberg    | S     | 4 ottobre 1990    | Belgio               |
| 9  | Jakub Ziobrowski     | O     | 23 gennaio 1997   | Polonia              |
| 10 | Bartłomiej Bołądź    | O     | 28 settembre 1994 | Polonia              |
| 11 | Andreas Takvam       | C     | 4 giugno 1993     | Norvegia             |
| 12 | Łukasz Rudzewicz     | C     | 25 gennaio 1985   | Polonia              |
| 13 | Adrian Buchowski     | S     | 30 settembre 1991 | Polonia              |
| 14 | Cezary Sapiński      | C     | 28 settembre 1994 | Polonia              |
| 16 | Paweł Filipowicz     | L     | 7 maggio 1992     | Polonia              |
| 18 | Paweł Halaba         | S     | 14 dicembre 1995  | Polonia              |
| 22 | Przemysław Smoliński | C     | 27 novembre 1992  | Polonia              |
| 24 | Mateusz Czunkiewicz  | L     | 16 dicembre 1996  | Polonia              |
| 91 | Joshua Tuaniga       | P     | 18 marzo 1997     | Stati Uniti          |